# Płock (district)
Płock (powiat płocki) is een Pools district (powiat) in de Poolse provincie Mazovië.
Het district heeft een totale oppervlakte van 1798,71 km² en telde 111.149 inwoners in 2014.

## Gemeenten
- Stad- en landgemeenten: Drobin, Gąbin, Wyszogród
- Landgemeenten: Bielsk, Bodzanów, Brudzeń Duży, Bulkowo, Łąck, Mała Wieś, Nowy Duninów, Radzanowo, Słubice, Słupno, Stara Biała, Staroźreby

## Steden
Het district heeft drie steden:
 Drobin
 Gąbin
 Wyszogród
Stadsdistricten:
Ostrołęka · Płock · Radom · Siedlce · Warschau (Warszawa)

Districten:
Białobrzegi · Ciechanów · Garwolin · Gostynin · Grodzisk Mazowiecki · Grójec · Kozienice · Legionowo · Lipsko · Łosice · Maków Mazowiecki · Mińsk Mazowiecki · Mława · Nowy Dwór Mazowiecki · Ostrołęka · Ostrów Mazowiecka · Otwock · Piaseczno · Płock · Płońsk · Pruszków · Przasnysz · Przysucha · Pułtusk · Radom · Siedlce · Sierpc · Sochaczew · Sokołów Podlaski · Szydłowiec · Warschau-West · Węgrów · Wołomin · Wyszków · Zwoleń · Żuromin · Żyrardów